# 渡辺幸三
渡辺 幸三（わたなべ こうぞう、1949年 - ）は、日本の元アマチュア野球選手（外野手）。

## 経歴
愛知・中京商高では2年生時の1966年に、1962年の作新学院に続く史上2校目の春夏連覇を達成した。春の選抜は決勝で土佐高を1-0で降す。夏の選手権は、決勝でエース西本明和を擁する松山商との接戦を制し優勝。自身は、あまり活躍する場面が少なかったが、左翼手として出場した。1年上にはエースの加藤英夫、捕手の矢沢正、三塁手の平林二郎、右翼手の伊熊博一がいた。翌1967年の夏の甲子園では、中堅手として出場し、エースの川口勉の好投もあり準決勝に進出するが、エース石井好博を擁する習志野高に2-3で惜敗している。8月末からは石井らとともに全日本高校選抜の一員としてアメリカ西海岸・ハワイ遠征に参加した。 高校同期に大島忠一、1年下に控え投手の水谷則博がいた。同年のドラフト会議で阪急ブレーブスから3位指名を受けたが、入団を拒否した。
卒業後は法政大学に進学。東京六大学野球リーグでは同期の依田優一、1年下の長崎慶一らといった厚い外野手層により、あまり活躍できなかった。
大学卒業後は依田とともに大昭和製紙に入社。1973年から都市対抗野球大会の常連として活躍、のちに大昭和製紙北海道に移り、1978年限りで引退。